# Torre di Penegate
La torre di Penegate, in portoghese torre de Penegate, è una torre del XIV secolo in granito, a base quadrangolare, a 3 piani, situata in Vila Verde, Portogallo.